# Schänis
Schänis je obec na východě Švýcarska v kantonu St. Gallen. Žije zde přibližně 3 800 obyvatel.

## Geografie
K politické obci Schänis patří vesnice Dorf, Rufi, Maseltrangen, Rüttiberg a Ziegelbrücke. S výjimkou Ziegelbrücke je hlavní sídlo a jednotlivé vesnice a osady spravovány místní samosprávou, která nesouvisí se samostatnými politickými obcemi kantonu Glarus, které jako místní samosprávy existovaly do roku 2011.
Nejvyšším bodem v obci Schänis je Speer s nadmořskou výškou 1950 m. V obci Schänis se nachází také Federispitz, jehož západní úbočí je známé jako Schänner Berg. Další nápadnou vyvýšeninou je Biberlichopf na hranici s Weesenem, na níž stojí zřícenina římské strážní věže a televizní věž. Benkner Büchel odděluje Schänis od sousední obce Benken.

## Historie

Letecký pohled (1947)

Scamnum je latinský výraz pro písečný přesyp. Jméno Schänis bylo pravděpodobně odvozeno od písečného břehu v Tuggenském jezeře. Ve starých dokumentech je obec uváděna jako Skennines (roku 972), Scandensis a Scennies.
Historie obce je úzce spjata s historií kláštera. V roce 1438 přešla vrchnostenská pravomoc nad Schänisem spolu s klášterem do rukou kantonů Schwyz a Glarus. Obec tvořila jedno ze šesti panství v okresu Gaster a byla jeho hlavním městem, neboť se zde konaly zemské sněmy a byla zde umístěna budova úřadu. Dne 29. dubna 1610 vesnici, kostel a klášter zničil ničivý požár. V roce 1798 byla výsostná práva kláštera převedena na obec. Kolegiátní kostel připadl farnosti Schänis. Během helvétského období vznikla v rámci kantonu Linth sloučením místních obcí Schänis, Rütiberg, Dorf, Rufi a Maseltrangen dnešní obec Schänis. Budova bývalého úřadu a radnice v Schänisu připadla rodině Gmürů, stejně jako klášterní budovy. Během druhé bitvy u Curychu v roce 1799 došlo u Schänisu k bojům mezi francouzskými a rakouskými vojsky, při nichž byl zabit císařský a královský polní maršál nadporučík Friedrich von Hotze. Od roku 1831 byl Schänis hlavním městem okresu Gaster v kantonu St. Gallen.

## Obyvatelstvo

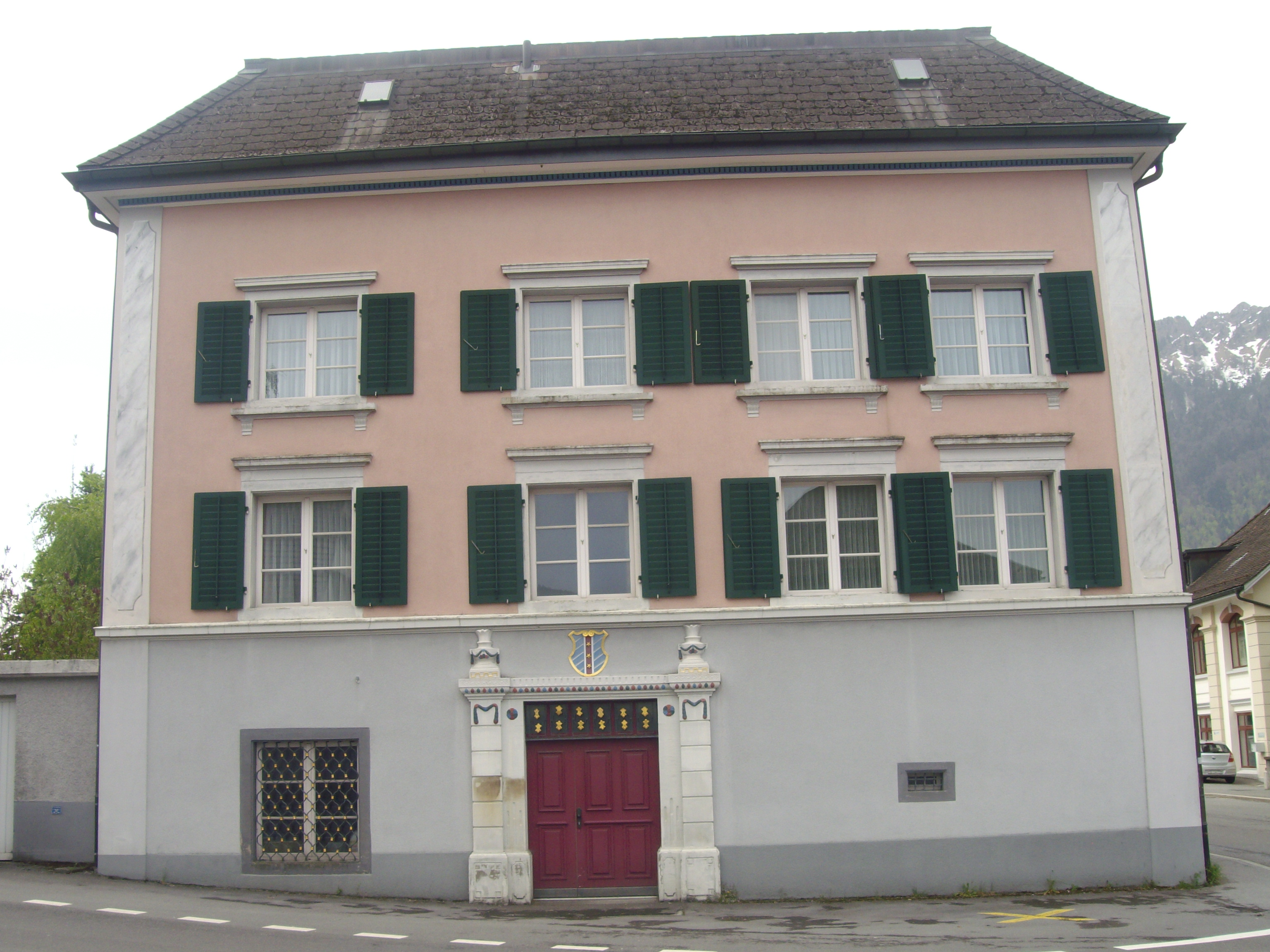
Obecní úřad

| Vývoj počtu obyvatel | Vývoj počtu obyvatel | Vývoj počtu obyvatel | Vývoj počtu obyvatel | Vývoj počtu obyvatel | Vývoj počtu obyvatel | Vývoj počtu obyvatel | Vývoj počtu obyvatel | Vývoj počtu obyvatel |
| -------------------- | -------------------- | -------------------- | -------------------- | -------------------- | -------------------- | -------------------- | -------------------- | -------------------- |
| Rok                  | 1850                 | 1900                 | 1950                 | 1980                 | 2000                 | 2010                 | 2019                 |                      |
| Počet obyvatel       | 1917                 | 1876                 | 2223                 | 2426                 | 3573                 | 3530                 | 3876                 |                      |

## Hospodářství
Mezi hlavní zaměstnavatele patří Bico AG (dříve Matratzenfabrik Birchler & Co.), Systemtechnik Schänis GmbH a Spar Schänis (v nákupním centru Schänis).

## Doprava

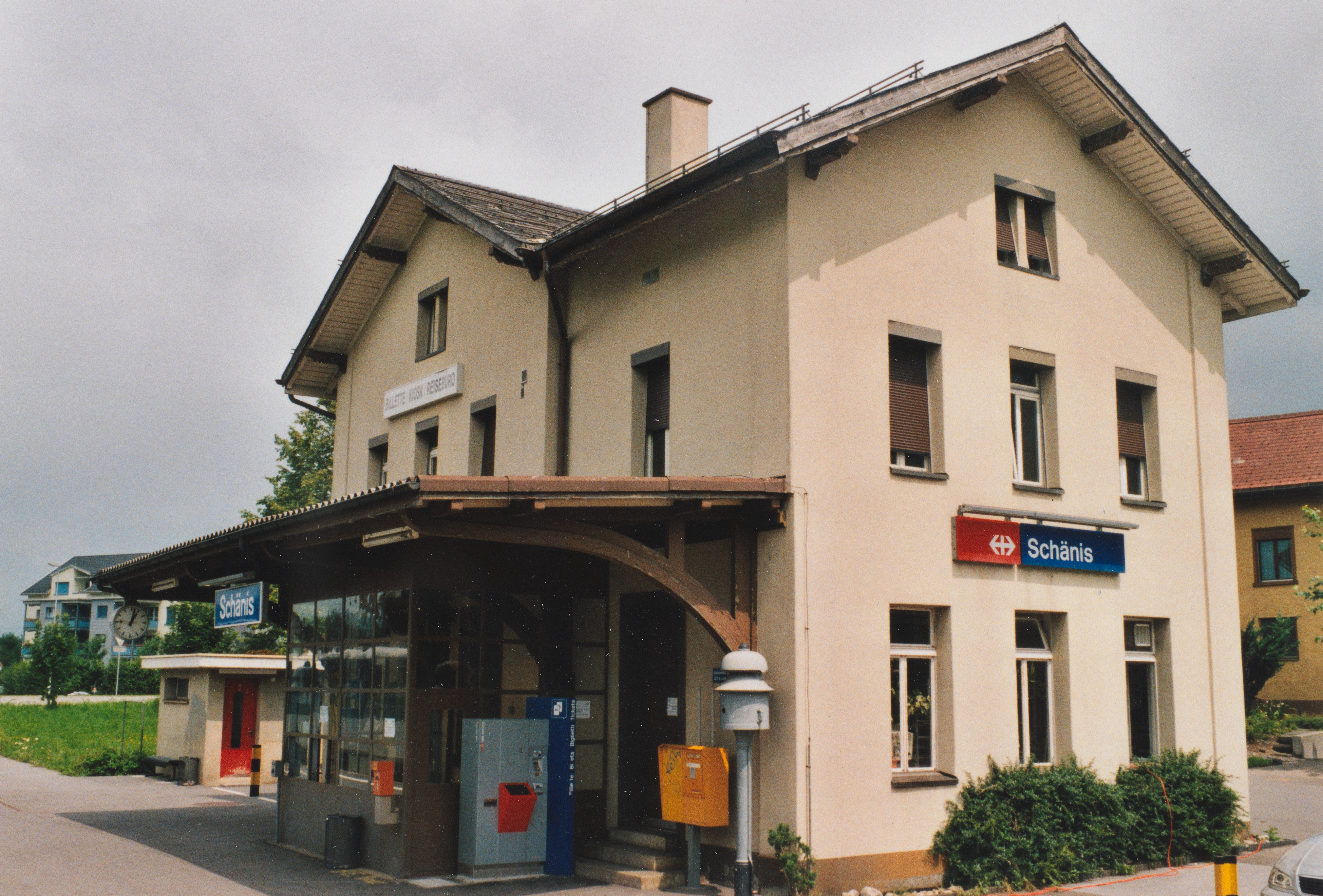
Železniční stanice

Železniční stanice Schänis se nachází nedaleko centra obce a leží na trati Rapperswil–Ziegelbrücke Švýcarských spolkových drah (SBB). Každou půlhodinu sem jezdí linky S4 (okružní linka, St. Gallen – Uznach – Sargans) a S6 (Rapperswil – Schwanden/Linthal) systému příměstských vlakových linek S-Bahn St. Gallen. Obě linky S-Bahn provozuje společnost Südostbahn (SOB). Kromě toho nabízí linka Postbus spojení ze Schänisu do Ziegelbrücke a přes Dorf bei Schänis, Rufi a Kaltbrunn do Benkenu.